# إرنست ميسيل
إرنست ميسيل (بالإنجليزية: Ernst Angel؛ بالألمانية: Ernst Angel) هو ناشر وكاتب وعالم نفس ومخرج وشاعر أمريكي ونمساوي، ولد في 11 أغسطس 1894 في فيينا في النمسا، وتوفي في 10 أكتوبر 1986 في نيوجيرسي في الولايات المتحدة.

## وصلات خارجية
- إرنست ميسيل على موقع IMDb (الإنجليزية)
- إرنست ميسيل على موقع أول موفي (الإنجليزية)
- إرنست ميسيل على موقع كينوبويسك (الروسية)